# Cerodontha handlirschi
Cerodontha handlirschi är en tvåvingeart som beskrevs av Nowakowski 1967. Cerodontha handlirschi ingår i släktet Cerodontha och familjen minerarflugor. Inga underarter finns listade i Catalogue of Life.